# Perfide ma... belle
Perfide ma... belle è un film italiano del 1958 diretto da Giorgio Simonelli, noto anche con il titolo Perfide ma... belle! (Napoli e mille canzoni).

## Trama
Michele, un giovane meccanico, è innamorato di Angelantonia, bella ma capricciosa: il padre della ragazza, una volta saputo della relazione, lo fa licenziare dal posto dove lavora ed è costretto a trasferirsi a Napoli. Chiede ospitalità a sua zia Carmela, portinaia in uno stabile, ma lei non ha posti liberi e lo sistema da donna Tecla, la proprietaria di una pensione la quale, avendo tre figlie giovani e desiderose di sposarsi, spera di sistemarne almeno una. Però le tre ragazze non sono il massimo della bellezza e Michele, dotato di una bella voce, accetta di cantare in un locale per conto di un impresario che diventa suo amico. Un giorno un guappo lo incarica di cantare una serenata per Lauretta, la figlia di un ricco negoziante; il canto serve però per coprire una rapina in un magazzino ordita da alcuni ladri scassinatori.
Il giovane, ignaro di tutto, viene accusato di complicità e rinchiuso in carcere; Lauretta, che nel frattempo si è innamorata di lui, lo fa liberare e, non rivelando i suoi sentimenti autentici, lo convince a fidanzarsi per burla per liberarsi di un pretendente noioso. Il giovane accetta ma ben presto si trova nei guai poiché a sua volta donna Tecla, con uno stratagemma, lo obbliga a fidanzarsi con la minore delle sue figlie, Concettina; per giunta si accorge di essere innamorato ancora di Angelantonia. Si arriva al giorno del doppio fidanzamento e Michele, cantando in entrambi i ricevimenti, si destreggia alla meglio fino a quando viene scoperto e mandato all'ospedale dai parenti delle fanciulle. Una volta guarito, viene assunto a cantare in un locale notturno e lì una sera vede entrare Angelantonia con il suo nuovo fidanzato, un uomo più grande di lui e molto ricco. Deluso, tenta di ubriacarsi per dimenticare, ma alla fine si accorge che Lauretta è l'unica ragazza che lo ha voluto bene veramente; andrà sotto il suo balcone e le dichiarerà il suo amore.

## Luoghi delle riprese
Il film venne girato in esterni a Napoli e a Torre del Greco.

## Distribuzione
Iscritto al Pubblico registro cinematografico con il n. 2.093, ottenne il visto di censura n. 28.284 il 10 dicembre 1958.

## Colonna sonora
Nel film Claudio Villa canta le seguenti canzoni: A cchiù bella d'e rrose (De Mura-Albano), Voce 'e notte (Nicolardi-De Curtis), A Pusilleco cu'tte (Delle Grotte-Ciervo) e Calypso C. (Dasora-D'Olbia-Farpo).

## Altri tecnici
- Arredatore: Massimo Tavazzi
- Parrucchiera: Anna Maria Gentili
- Direttore di produzione: Manlio Morelli
- Ispettore di produzione: Valentino Trevisanato
- Segretario di produzione: Diego Alchimede
- Segretaria di edizione: Adriana Ronco
- Assistente al montaggio: Gino Fanano
- Aiuto regista: Alberto De Martino, Alessandro Metz
- Operatore: Franco La Torre
- Fonico: Oscar Di Santo